# Edisried

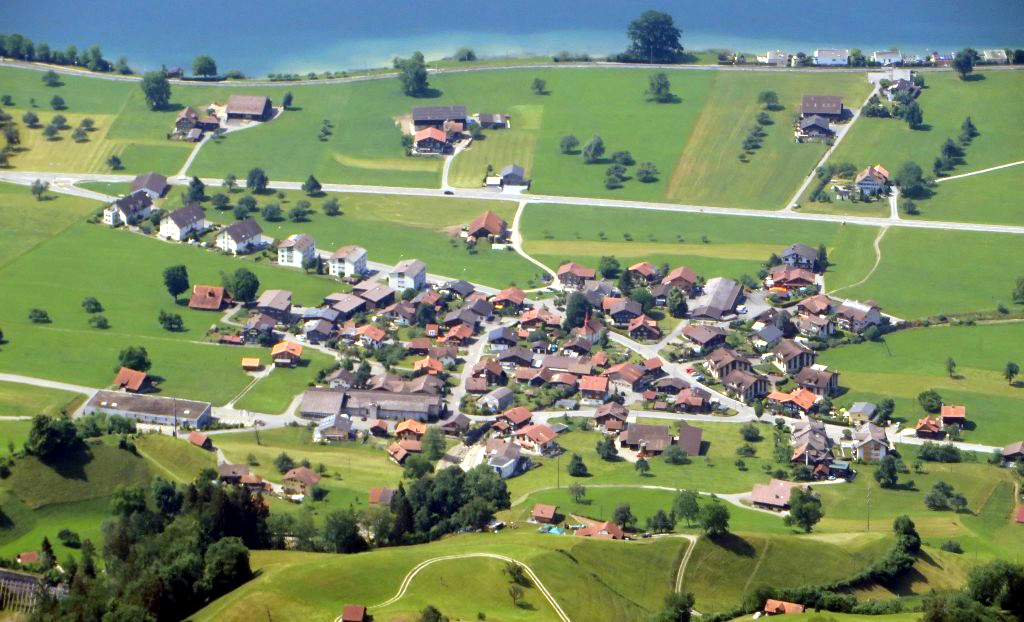
Edisried, Juni 2018

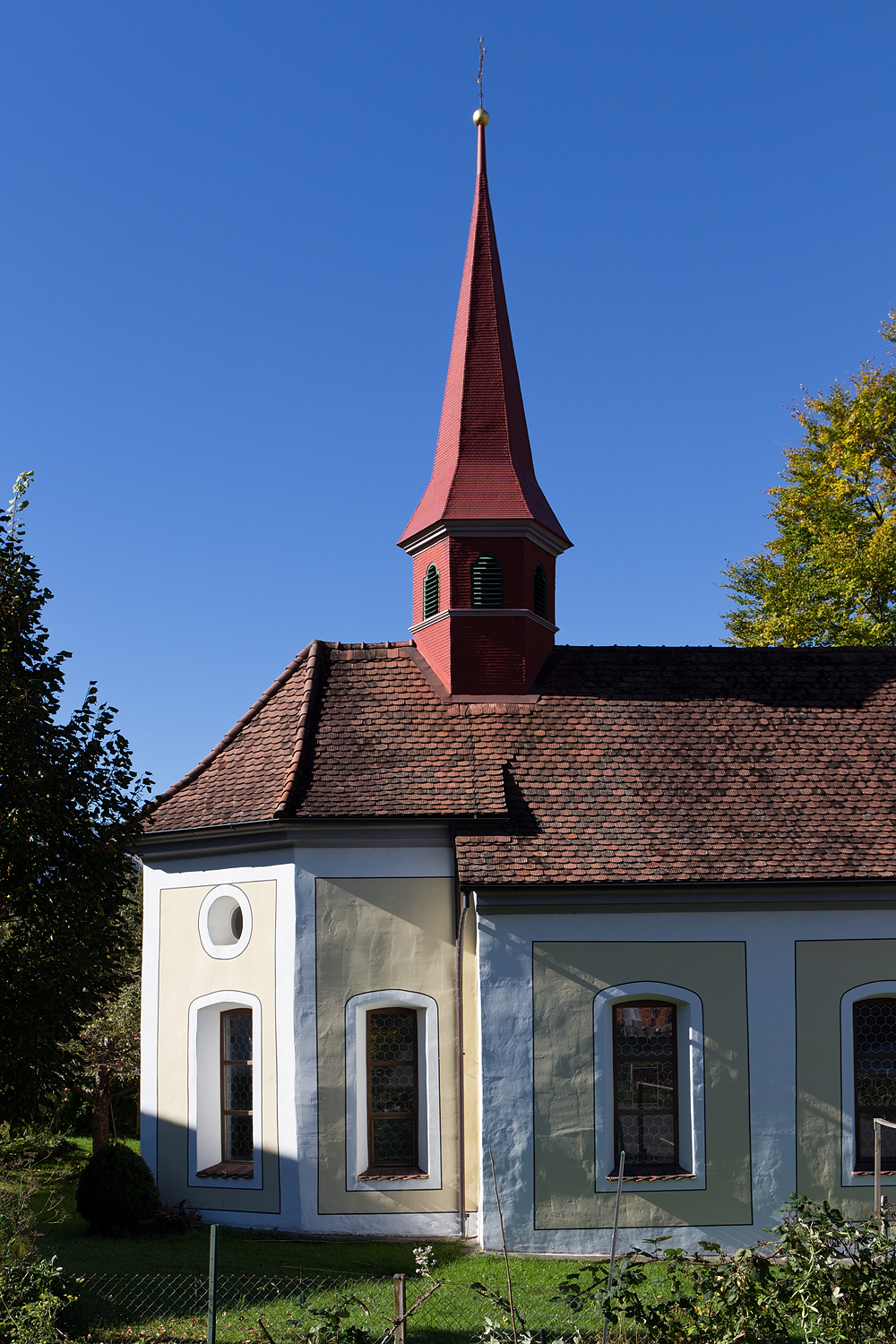
Kapelle Edisried

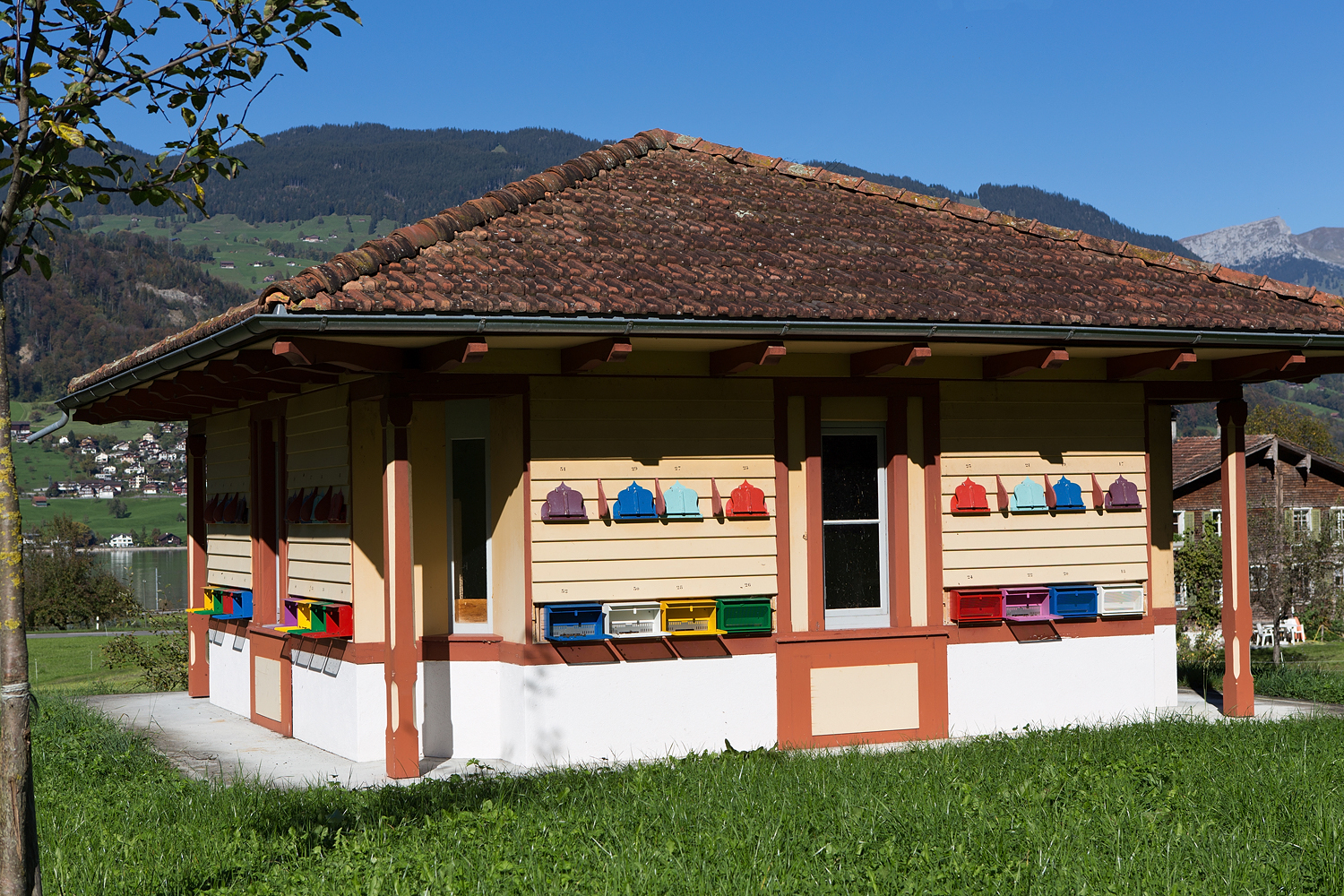
Bienenhaus in Edisried

Der Weiler Edisried ist ein Ortsteil der Gemeinde Sachseln im Kanton Obwalden.

## Geographie
Edisried liegt südwestlich des Dorfes Sachseln zwischen Sarnersee und den ansteigenden Hügeln zum Arnigrat. Der Weiler Edisried ist keine verwaltungstechnisch oder politisch abgegrenzte Einheit von Sachseln, daher sind die Grenzen nicht genau festgelegt. Im engeren Sinn besteht Edisried aus dem geschlossen bebauten Gebiet zwischen dem Steinibach und der Einmündung der Strasse Chilchbreiten in die Brünigstrasse. Die Zuordnung des Quartiers Totenbüel (Lärchenweg und Höfliweg) ist dabei nicht eindeutig. Im weiteren Sinn gehören auch die einzeln liegenden Bauernhöfe nordwestlich der Brünigstrasse bis zum See und das südöstlich, etwas höher liegende Quartier Spis zu Edisried. Das westlich liegende Quartier mit überwiegend gewerblicher Nutzung (Maxon Motor AG, Holzbauunternehmen, Autogaragen) wird zum Weiler Ewil gezählt.
Mitten durch Edisried fliesst der Edisriederbach. Bei dem Unwetter vom 15. August 1997 reichte die Abflusskapazität des Baches bei weitem nicht aus und es kam zu einer Überschwemmung in Edisried. Die mitgerissenen Bäume richteten ebenfalls grossen Schaden an. Das Bachbett wurde daher 2004 erneuert dabei das Durchflussprofil vergrössert. Der Bach hatte zuvor eine Abflusskapazität von 18 bis 23 m³/s. Beim Schadensereignis von 1997 flossen 30 bis 49 m³/s durch den Bach. Nach dem Ausbau beträgt die Kapazität 45 m³/s.

## Sehenswürdigkeiten
Im Edisried stehen viele alte, oft im Originalzustand erhaltene Häuser, einige davon sind denkmalgeschützt. Die Kapelle Edisried mit dem Patronat St. Josef geht auf das Jahr 1592 zurück. Das jetzige Gebäude wurde 1751/52 erstellt und am 8. September 1753 geweiht. Im Jahr 2003 wurden eine Innen- und Aussenrenovation durchgeführt.

## Geschichte
Aus dem Weiler Edisried stammt das Geschlecht der von Sachseln. Dies war, nach ihrem Rundsiegel mit Wohnturm zu schliessen, ein freies, bäuerliches Landleutegeschlecht des 13. bis 14. Jahrhunderts. Sie nannten sich wohl auch von Ödisried oder von Edisried. Als wichtigster Vertreter des Geschlechts gilt der Landammann Rudolf von Ödisried. Mit seinen Söhnen starben die von Sachseln um die Mitte des 14. Jahrhunderts aus. Der Wohnturm ist nicht mehr erhalten, auf den Grundmauern wurde zwischenzeitlich ein Wohnhaus gebaut. Der Originalzustand des Wohnturms wurde in einer Zeichnung rekonstruiert.

## Verkehrsanbindung
Der Ortsteil liegt neben der Brünigstrasse (Hauptstrasse 4) zwischen Sachseln und Giswil. Die Haltestelle Ewil-Maxon der Zentralbahn ist Sachseln liegt in etwa 800 Meter Entfernung von Edisried. Der Jakobsweg von Stans über Flüeli-Ranft führt durch Edisried und Giswil über den Brünigpass und weiter nach Interlaken. Von Edisried aus führt eine der zwei Zufahrtsstrassen zur Älggi-Alp.

## Persönlichkeiten
Der Grafiker und Bildhauer Alois Spichtig (1927–2014) ist in Edisried geboren und aufgewachsen.